# Kebira-Krater
Koordinaten: 24° 40′ 47,6″ N, 24° 58′ 37,2″ O

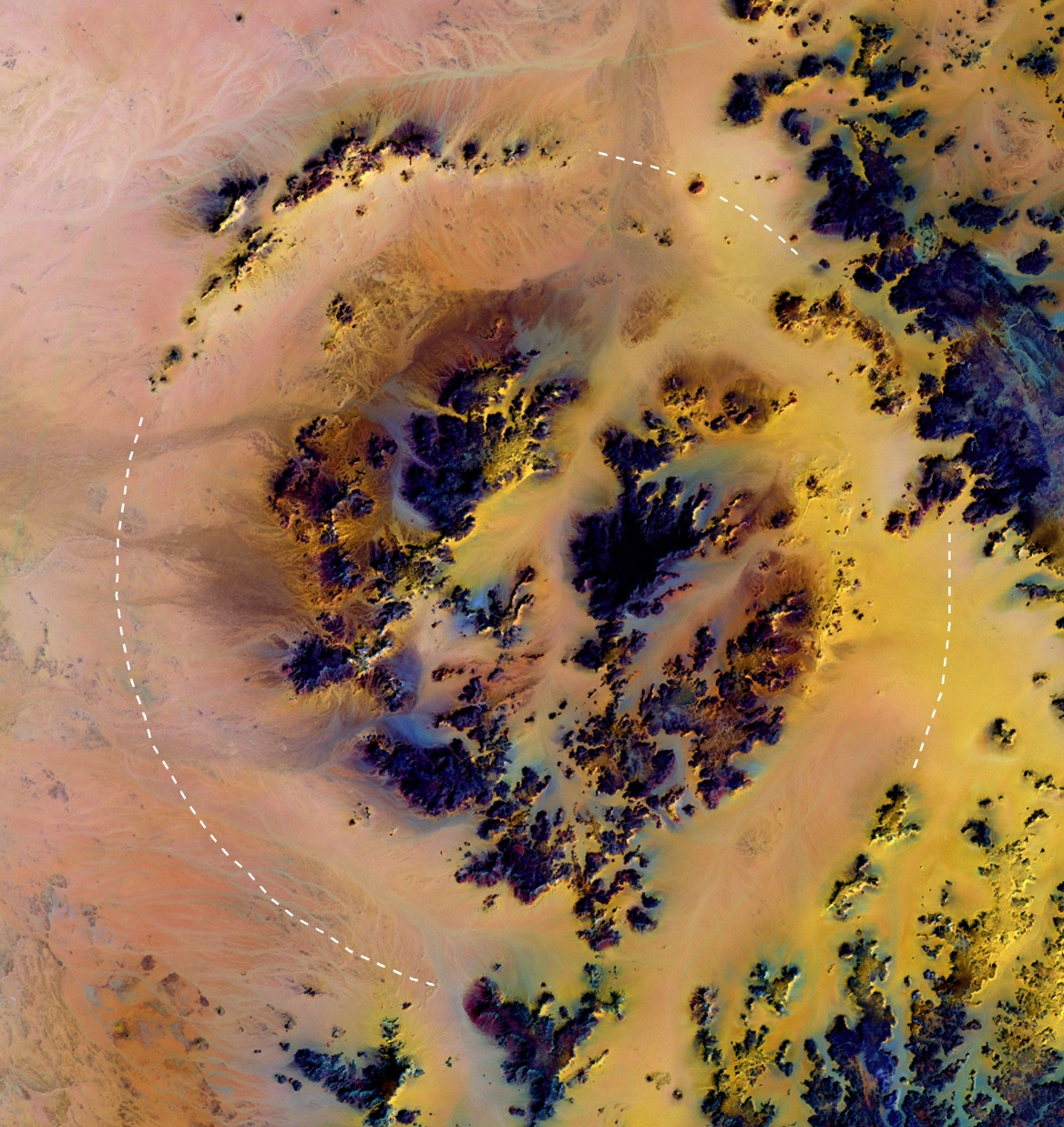
Kebira-Krater

Der Kebira-Krater (arabisch فوهة كبيرة) ist eine etwa 31 km große Kraterstruktur in der Sahara auf der Grenze zwischen Libyen und Ägypten. Sie wurde 2006 bei der Auswertung von Satellitenaufnahmen entdeckt.
Farouk El-Baz und Eman Ghoneim vom Center for Remote Sensing an der Boston University hatten vorgeschlagen, dass es sich hier um einen Einschlagkrater handeln könnte. Einen wissenschaftlichen Beweis für die Einschlagstheorie gibt es bis heute nicht. Alternativ wird ein hydrothermaler (vulkanischer) Ursprung vorgeschlagen.